# نیری، کنیا
نیری (به انگلیسی: Nyeri) شهری در استان مرکزی واقع در کشور کنیا است که در سال ۱۹۹۹ میلادی ۹۸٫۹۰۸ نفر جمعیت داشته و جمعیت آن در سال ۲۰۰۵ میلادی به ۱۳۰٫۵۶۲ نفر رسیده‌است.